# Madina Lake
Madina Lake é uma banda de rock alternativo eletrônico, formada em 2005, em Chicago e tem como integrantes:
Nathan Leone(vocalista), Matthew Leone(baixista), Mateo Camargo(guitarrista e programador) e Daniel Torelli(baterista).

## Formação
A banda começou quando os irmãos gêmeos Nathan e Matthew Leone ganharam a edição de gêmeos do programa Fear Factor. A recompensa foi de 50 mil dólares, com o dinheiro, eles compraram uma van e gravaram sua demo.
Antes do Madina Lake existir, todos os integrantes já estiveram em outras bandas. Os irmãos Nathan e Matthew estiveram em uma banda chamada The Blank Theory e chegaram a lançar um CD (Beyonds of The Calm Corridor). A música "The Middle of Nowhere" está na trilha sonora do filme Freddy vs Jason. Nathan era o vocalista e Matthew era o baixista. Mateo Camargo e Dan Torelli estiveram na banda chamada Reforma, que tinha Mateo como vocalista e guitarrista e Dan como baterista. 

### Início eThe Disappearance of AdaliaEP (2005 - 2006)
O primeiro show do Madina Lake foi no dia 29 de maio de 2005, em um lugar chamado Metro, em Chicago. Com o lançamento da EP independente The Disappearance of Adalia, eles chamaram a atenção da gravadora Road Runner Records, formando uma parceria que duraria 4 anos. 

### From Them, Through Us, To You(2006 - 2008)
Lançaram o primeiro CD From Them, Through Us, To You já com algumas músicas da EP remasterizadas pela nova gravadora. No Brasil, o CD foi lançado pela Warner Music. From Them, Through Us, To You rendeu ótimas opiniões da crítica. Em 2007, eles gravaram um cover do Iron Maiden (Caught Somewhere in time) como parte de um tributo à banda, intitulado Maiden Heaven: A Tribute to Iron Maiden. Esse período serviu também para aumentar a popularidade da banda mundo a fora.

### Attics To Eden(2009 - 2010)
Em maio de 2009, Madina Lake lançou seu segundo álbum de estúdio Attics to Eden. Com três singles, sendo eles Never Take Us Alive, Let's Get Outta Here e Welcome To Oblivion. Attics to Eden não foi considerado pela crítica como sendo tão bom quanto From Them, Through Us, To You, recebendo apenas críticas medianas. 

### The Dresden CodexEP (2010)
Em Abril de 2010, Madina Lake deixou a gravadora Road Runner Records e gravou mais uma EP independente. Segundo o Vocalista Nathan Leone, o intuito da banda era fazer algo mais parecido com From Them, Through Us, To You. No dia primeiro de Setembro de 2010, o single They're Coming for Me foi liberado no iTunes. A EP completa foi lançada dia 10 de Dezembro, e a banda a disponibilizou para download no site pledgemusic.com.

### World War III(2011 - Presente)
A banda assinou com a Razor and Tie, selo da Sony music e o terceiro CD World War III foi lançado em 13 de Setembro de 2011. Basicamente, este CD fecha a trilogia da saga de Adalia, iniciada em From Them, Through Us, To You. 

Em músicas como Howdy Neighboor! e We Got This é retratado o incidente em que Matthew Leone quase morreu, ao ser espancando, tentando salvar uma mulher que estava sendo estrangulada por seu marido. Outra característica em destaque é o uso (em excesso em algumas faixas) de profanidades no conteúdo da letra e conteúdo sexual não-explicito (Fireworks), algo raro até o momento, mas ao que parece não favoreceu uma critica negativa, tendo em vista que a critica especializada tem recebido o novo álbum de forma louvável.

### As turnês
O Madina Lake participou de várias turnês, eles participaram da 13ª edição da Warped Tour com bandas como Paramore, All Time Low, The Red Jumpsuit Apparatus entre outras. Eles participaram da Projekt Revolution, com Linkin Park, My Chemical Romance, HIM, Taking Back Sunday entre outras. A banda participou do Alternative Stage com outras bandas como Mindless Self Indulgence, Saosin entre outras. Eles também participaram da turnê da revista Kerrang!, com as bandas Coheed and Coimbra, Fighstar e Circa Survive.

### As influências
O Madina Lake é influenciado pelos Smashing Pumpkins, Nine Inch Nails, At the Drive In e Muse.

## Integrantes

### Nathan Daniel Leone
Nathan nasceu no dia 6 de maio de 1981 em Ilinois, Chicago. Ele possui 3 irmãs mais velhas, e um irmão gêmeo idêntico(Matthew). Quando ele tinha 12 anos sua mãe faleceu em um acidente de carro. Quando tinha 5 anos ele caiu de um carrinho de supermercado e rasgou um músculo do olho, tendo assim que usar óculos por boa parte da sua infância. Sua primeira tatuagem foi quando ele tinha 16 anos. Ele é obcecado por Fiona Apple. Seu apelido é "Chunk". Teve carreira profissional de Futebol nos EUA e em Fiorence na Itália, por 9 meses. Ele é formado na Faculdade de Indianopolis, em Indiana. Ama Smashing Pumpkins.

### Matthew Jon Leone
Nascido no dia 6 de maio de 1981, é 2 minutos mais velho que Nathan. Ele ama filosofia. A ideia pro nome da banda foi dele. Ele é o autor do "The Auspice Book" (livro que conta a história do nome da banda, extraído da cidade fictícia Madina). Teve carreira profissional de Futebol nos EUA e em Fiorence na Itália, por 9 meses. Tem uma noiva chamada Auntum. Seu apelido é "Night Moves". Quando foi aprender a tocar baixo, o professor disse que ele nunca poderia tocar baixo, pois tinha as mãos muito pequenas, mas ele não desistiu, também nunca foi a outro professor e aprendeu sozinho. Ele ama Smashing Pumpkins. Em Junho de 2010, após sair do apartamento do irmão, Matthew foi encontrar um amigo para um drink quando viu uma mulher sendo severamente agredida pelo esposo. Ao tentar intervir, ele acabou sendo espancado e foi abandonado no meio da rua em estado grave. Matthew se submeteu a duas cirurgias e, com apoio da família e fans, hoje passa bem.

### Mateo Camargo
Nasceu em Bogotá, na Colombia, no dia 11 de março de 1982. Ele co-produziu o CD de Hilary Duff - Dignity. E escreveu algumas faixas para o novo projeto de Ashlee Simpson. Ele é responsável pelas melodias da banda. Seu nome se lê Matchêo. Tem o apelido de "Pontamas".

### Daniel Torelli
Nasceu no dia 8 de agosto de 1983, na Philadelfia. Ele é vegetariano. Seu apelido é Chizel. Era baterista da banda Reforma. Ama piratas, e certa vez disse que entre uma casa e um barco, ele preferia o barco. Toca piano também.

## Discografia

### Álbum/EP
- The Disappearance of Adalia EP (2006)
- From Them, Through Us, to You (2007)
- Attics To Eden (2009)
- The Dresden Codex (2010)
- World War III (2011)

### Singles
- "One Last Kiss" (2006)
- "House of Cards" (2007)
- "Here I Stand" (2007)
- "One Last Kiss" Re-Release (2007)
- "House of Cards" Re-Release (2008)
- "Pandora" (2008)
- "Never Take Us Alive" (2009)
- "Let's Get Outta Here" (2009)
- "Welcome To Oblivion" (2009)
- "They're Coming For Me" (2010)